# Hœnheim
Hœnheim é uma comuna francesa na região administrativa de Grande Leste, no departamento Baixo Reno. Estende-se por uma área de 3,42 km². Em 2010 a comuna tinha 11 225 habitantes (densidade: 3 282,2 hab./km²).089 hab/km².